# Susan Dobson
Susan Dobson (* um 1985) ist eine australische Badmintonspielerin. 

## Karriere
Susan Dobson gewann bei den australischen Meisterschaften 2006 Bronze im Mixed. 2007 und 2008 erkämpfte sie sich dort Silber im Damendoppel. 2006 siegte sie bei den Ballarat International im Damendoppel mit Erin Carroll.

## Sportliche Erfolge
| Saison | Veranstaltung                     | Disziplin   | Platz | Name                           |
| ------ | --------------------------------- | ----------- | ----- | ------------------------------ |
| 2006   | Victoria International            | Mixed       | 2     | Glenn Warfe / Susan Dobson     |
| 2006   | Australien: Einzelmeisterschaften | Mixed       | 3     | Glen Warfe / Susan Dobson      |
| 2006   | Victorian International           | Damendoppel | 3     | Erin Carroll / Susan Dobson    |
| 2007   | Samoa Future Series               | Damendoppel | 1     | Susan Dobson / Tania Luiz      |
| 2007   | Australien: Einzelmeisterschaften | Damendoppel | 2     | Susan Dobson / Erin Carroll    |
| 2008   | Australien: Einzelmeisterschaften | Damendoppel | 2     | Susan Dobson / Louise McKenzie |

## Referenzen
- Susan Dobson beim Badminton-Weltverband

| Personendaten    | Personendaten                   |
| ---------------- | ------------------------------- |
| NAME             | Dobson, Susan                   |
| KURZBESCHREIBUNG | australische Badmintonspielerin |
| GEBURTSDATUM     | um 1985                         |